# Бревиль (коммуна)
Бреви́ль (фр. Bréville) — коммуна во Франции, находится в регионе Пуату — Шаранта. Департамент — Шаранта. Входит в состав кантона Коньяк-Нор. Округ коммуны — Коньяк.
Код INSEE коммуны — 16060.
Коммуна расположена приблизительно в 400 км к юго-западу от Парижа, в 100 км юго-западнее Пуатье, в 37 км к северо-западу от Ангулема.

## Население
Население коммуны на 2008 год составляло 521 человек.
| 1962 | 1968 | 1975 | 1982 | 1990 | 1999 | 2008 |
| ---- | ---- | ---- | ---- | ---- | ---- | ---- |
| 469  | 491  | 434  | 495  | 495  | 512  | 521  |

## Администрация
| Период | Период | Фамилия        | Партия                  | Примечания |
| ------ | ------ | -------------- | ----------------------- | ---------- |
| 1995   | 2010   | Жан-Лу Мерсье  | Социалистическая партия | винодел    |
| 2010   | 2014   | Жан-Мари Русто |                         | винодел    |

## Экономика
Основу экономики составляют сельское хозяйство и виноградарство.
В 2007 году среди 344 человек в трудоспособном возрасте (15—64 лет) 247 были экономически активными, 97 — неактивными (показатель активности — 71,8 %, в 1999 году было 66,9 %). Из 247 активных работали 229 человек (129 мужчин и 100 женщин), безработных было 18 (9 мужчин и 9 женщин). Среди 97 неактивных 20 человек были учениками или студентами, 38 — пенсионерами, 39 были неактивными по другим причинам.

## Достопримечательности
- Приходская церковь Сен-Бенуа (XII век)
- Руины мельницы на реке Солуар[фр.]
- Монументальные деревянные скульптуры

## Фотогалерея

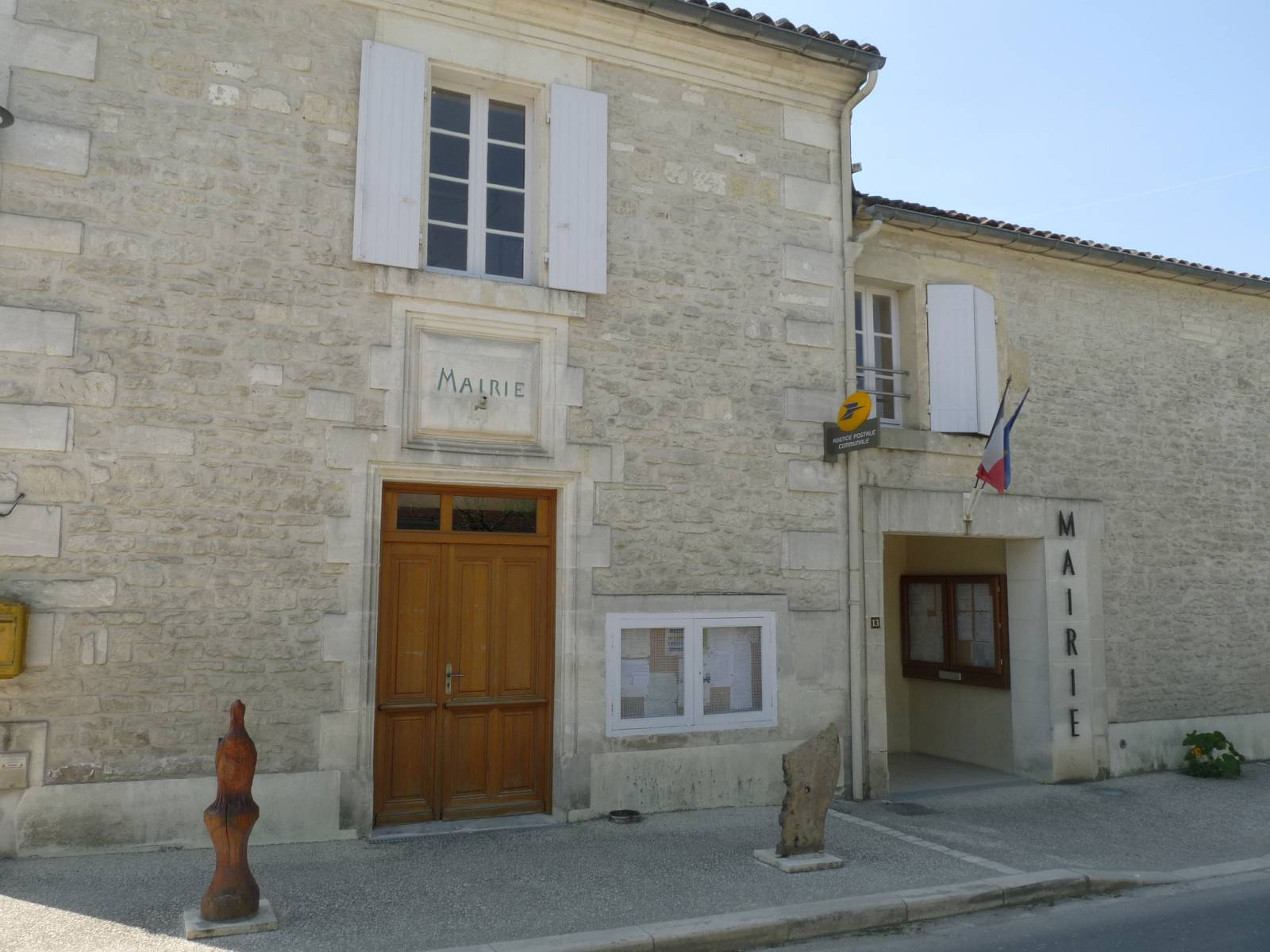
Мэрия
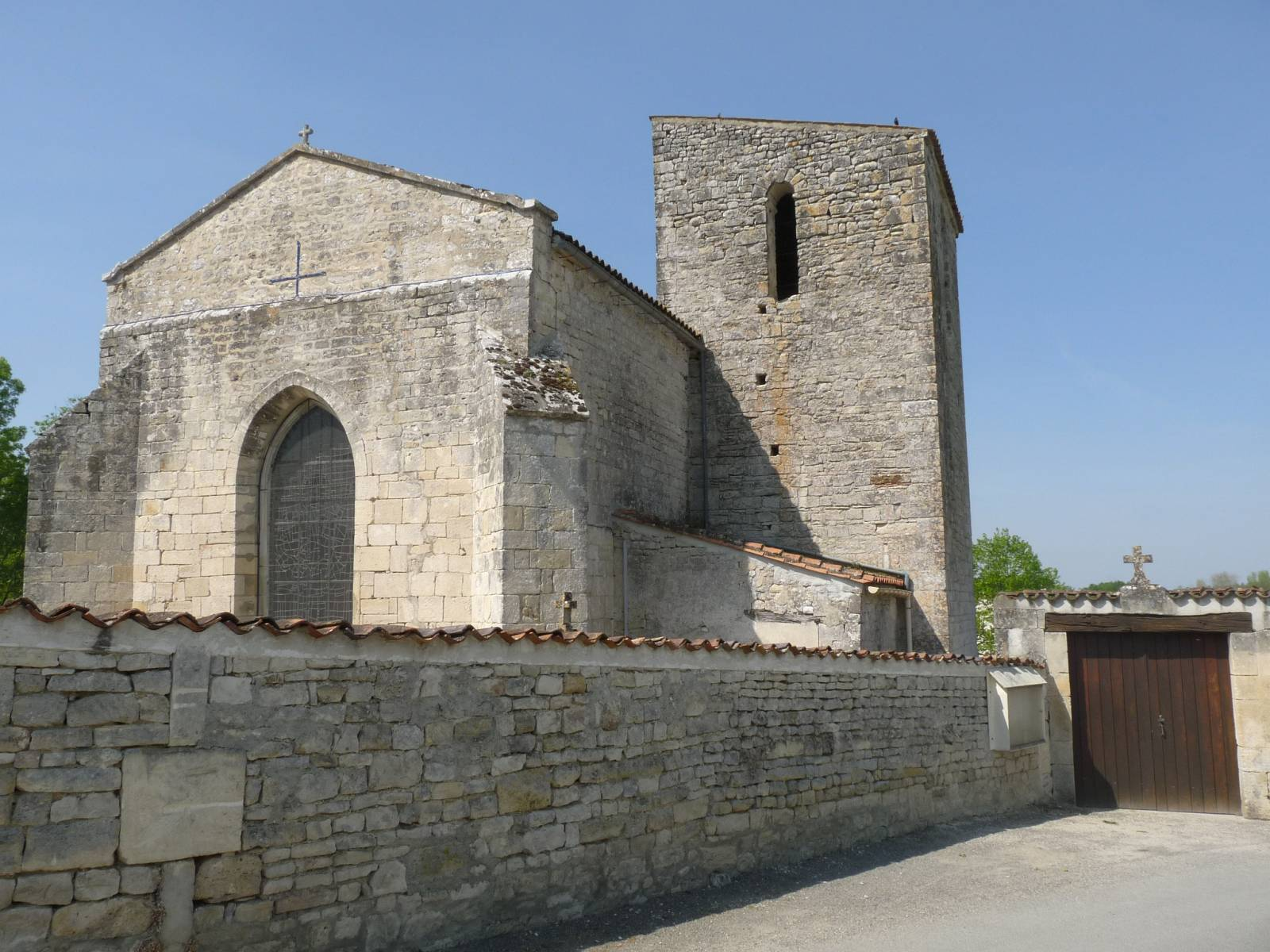
Церковь Сен-Бенуа
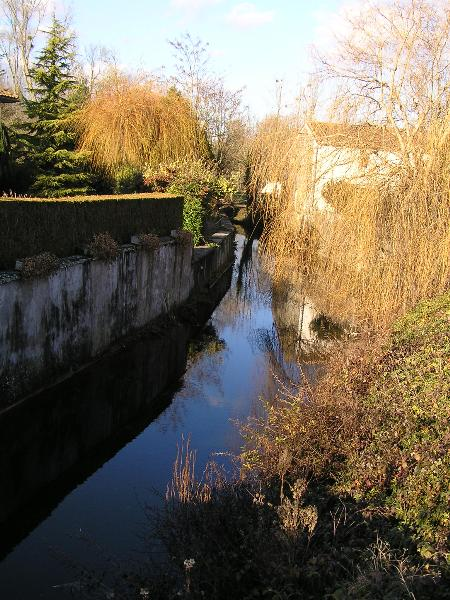
Река Солуар[фр.]
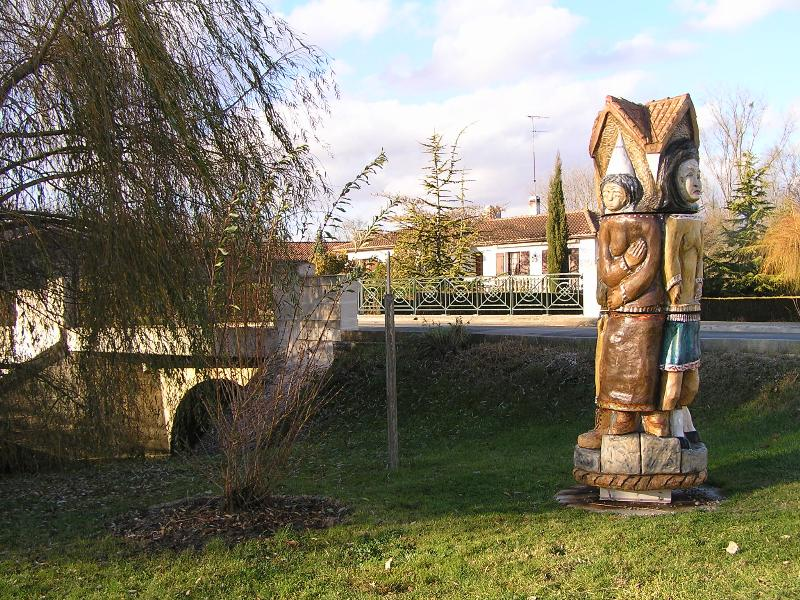
Скульптура возле моста
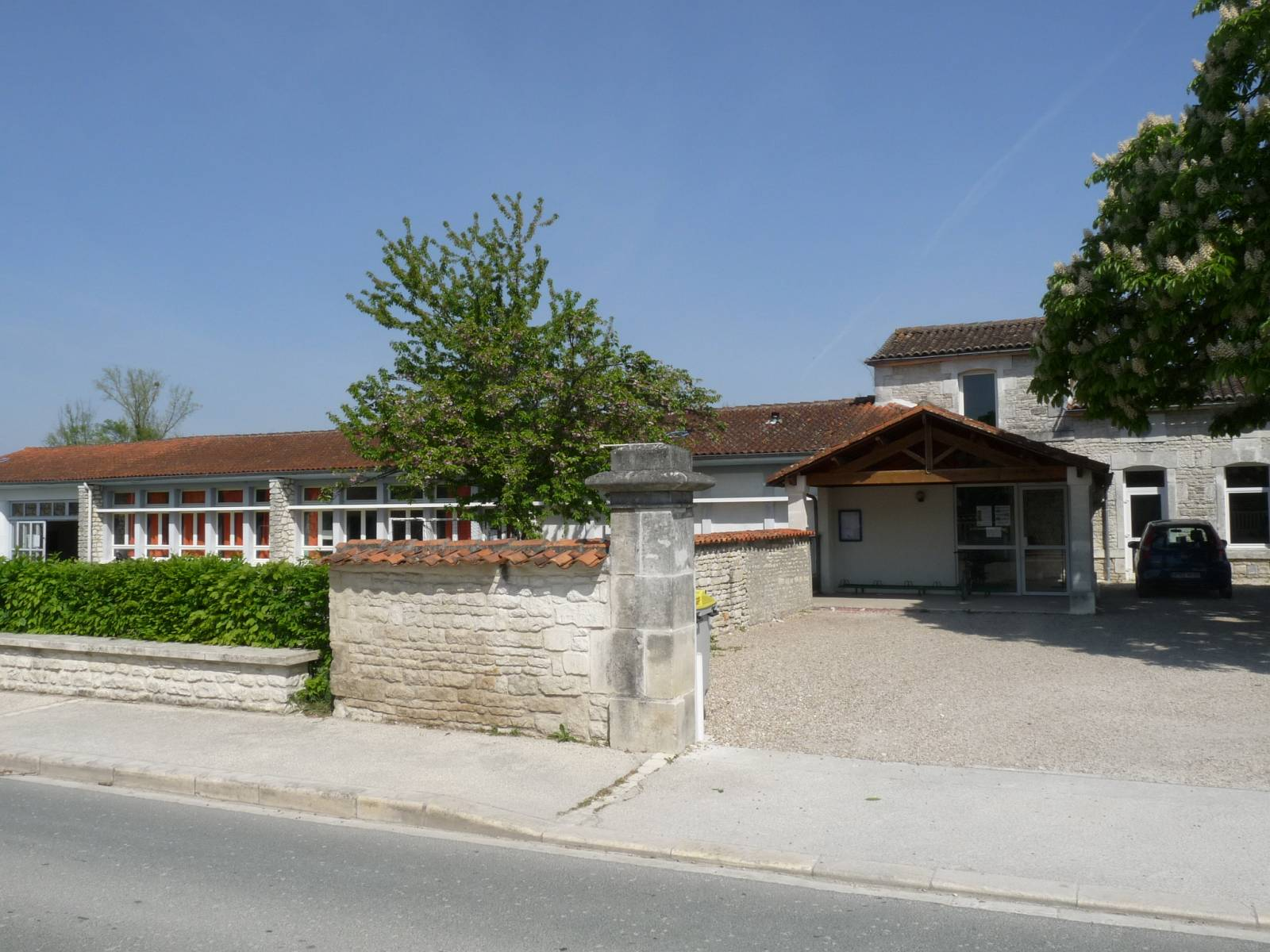
Школа